# Mauritz Lindström

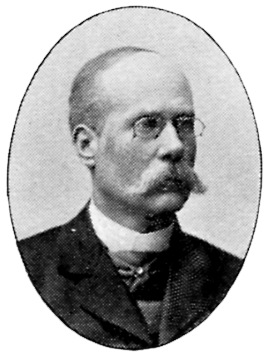
Mauritz Lindström

Arvid Mauritz Lindström (geboren 1849 in Västmanland; gestorben 1923 in Stockholm) war ein schwedischer Maler.

## Leben
Lindström besuchte von 1869 bis 1872 die Kungliga Konstakademien. 1871 war er der Zimmerkamerad von Carl Larsson. Nach Abschluss seiner Studien bildete er sich in München und Paris fort. In den 1880er-Jahren lebte er in London. Zwei seiner Gemälde, die sich unter anderem durch ihre einfachen Motive mit feiner Farbgebung auszeichnen, befinden sich in der Sammlung des Stockholmer Nationalmuseum.

## Werksauswahl

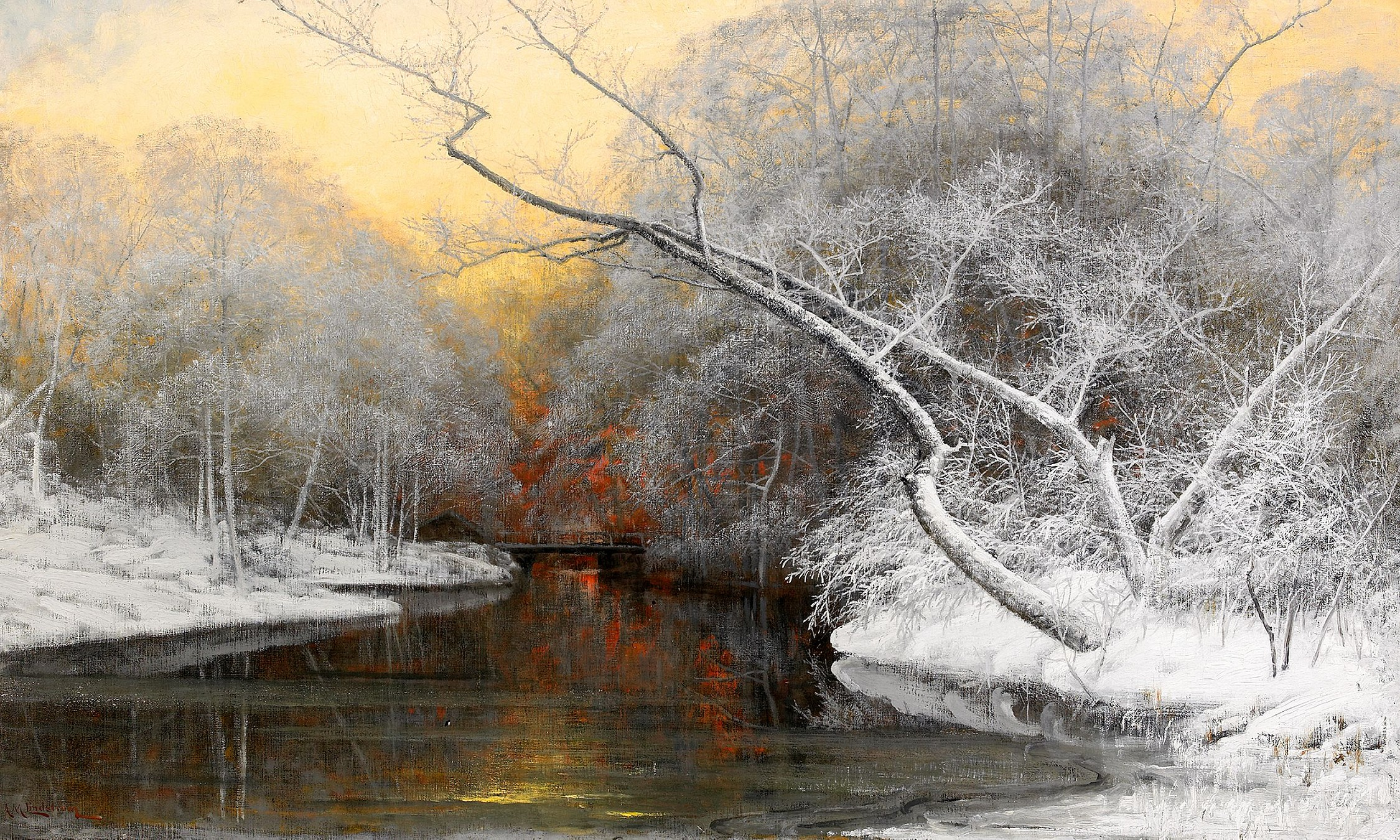
Aftonstämning över frostigt vinterlandskap.
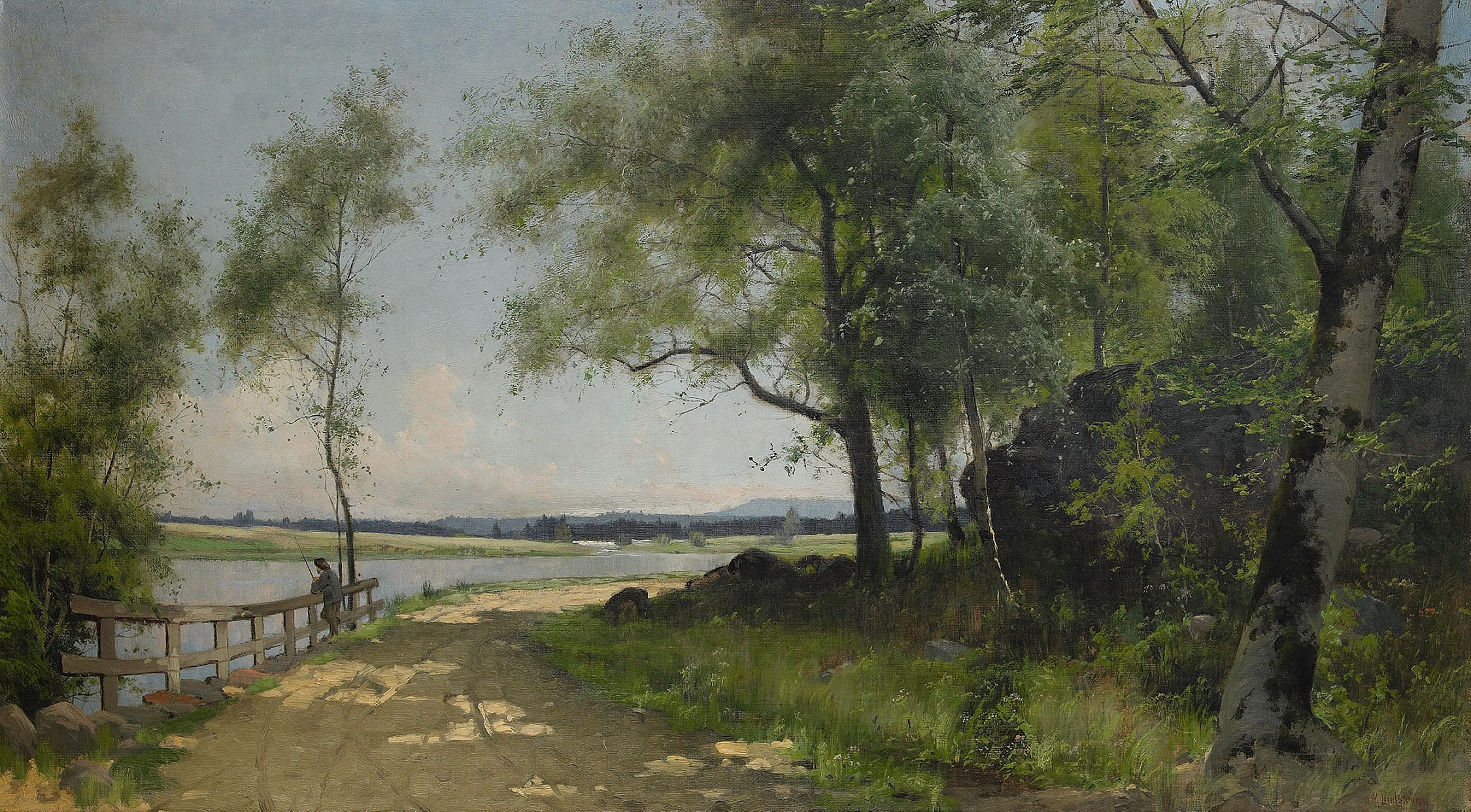
Sommarlandskap med väg vid vatten.
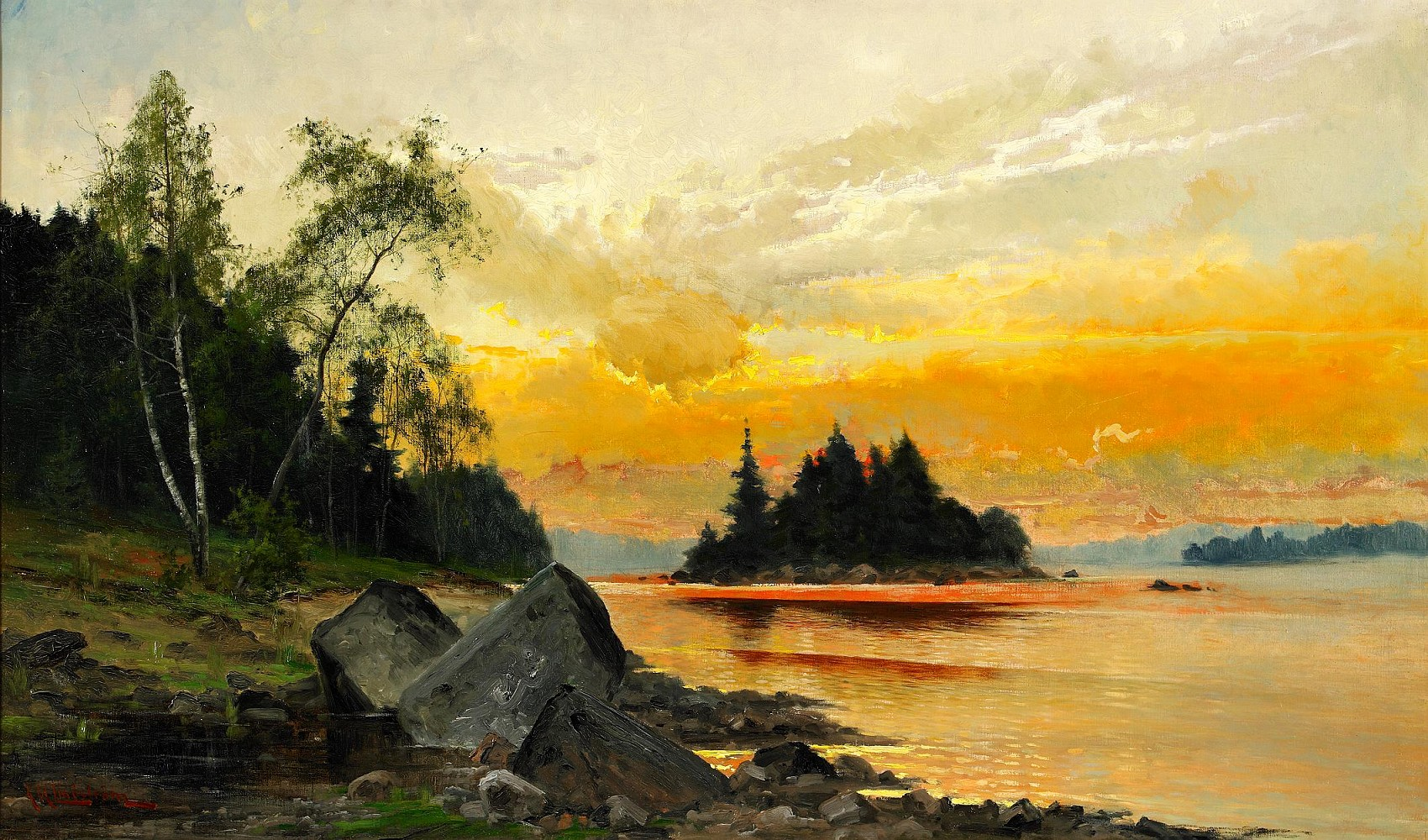
Aftonrodnad över insjölandskap.
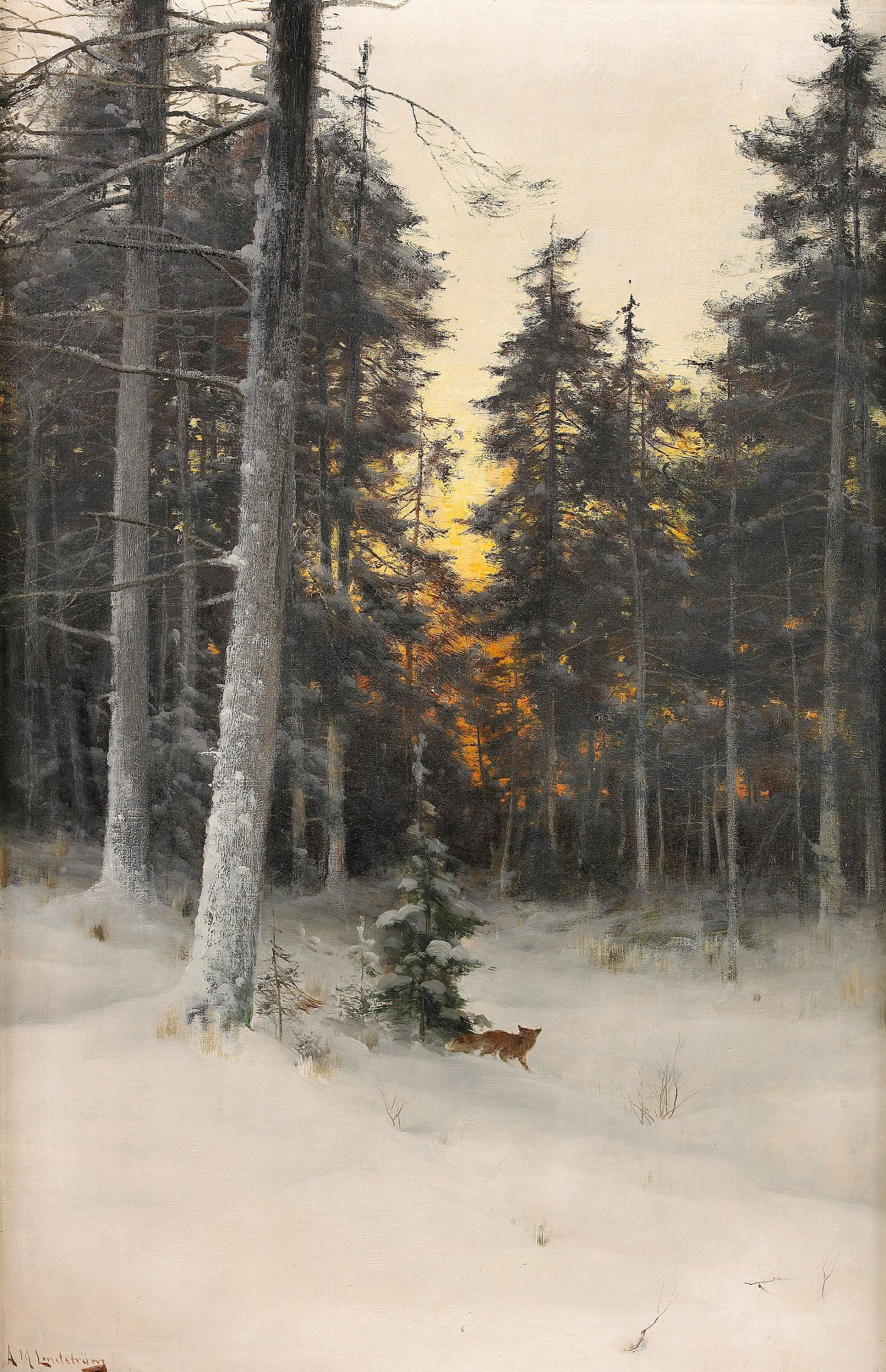
Räv i vinterlandskap
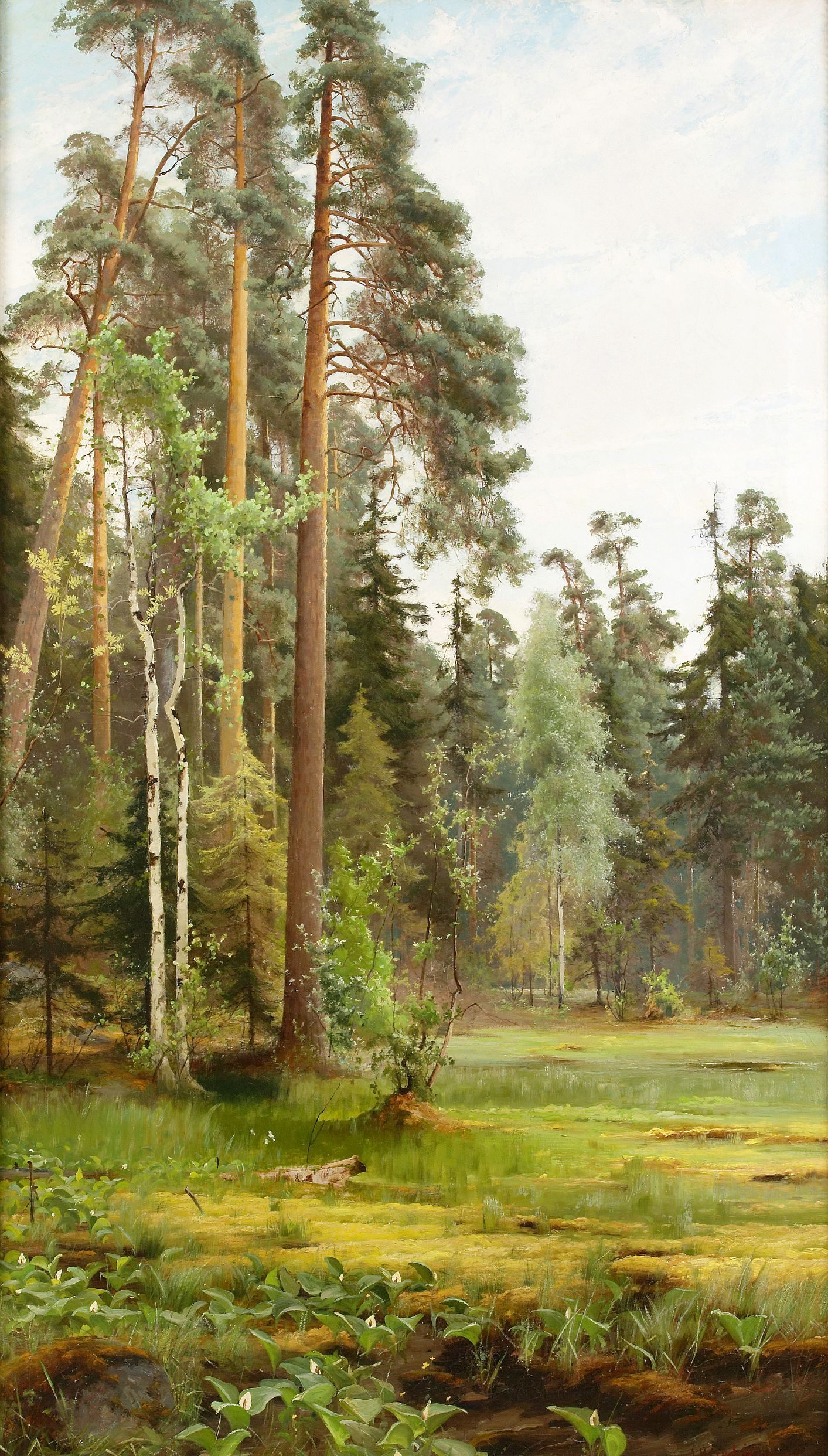
Skogslandskap med glänta